# Nicolas Appert
Nicolas Appert (Châlons-en-Champagne, 1749. november 17. – Massy (Essonne), 1841. június 1.), francia cukrász, a konzerv feltalálója.

## Találmánya
Nicolas Appert a konzerv feltalálója. Az ötlet lényege az volt, hogy „szorosan ledugaszolt, vastag falú üvegpalackokba rakott különféle élelmiszereket hosszabb-rövidebb ideig forrásban lévő vízfürdőben tartott”.
Appert bizonyítani nem tudta, csupán feltételezte, hogy a hevítés elpusztítja vagy megváltoztatja „a romlást okozó fermenteket” vagyis az enzimeket (Louis Pasteur csak az 1860-as évek elején bizonyította, hogy a romlást mikroorganizmusok okozzák, amelyek hő hatására elpusztulnak, az edény lezárása pedig megakadályozza új szennyeződések bekerülését.)

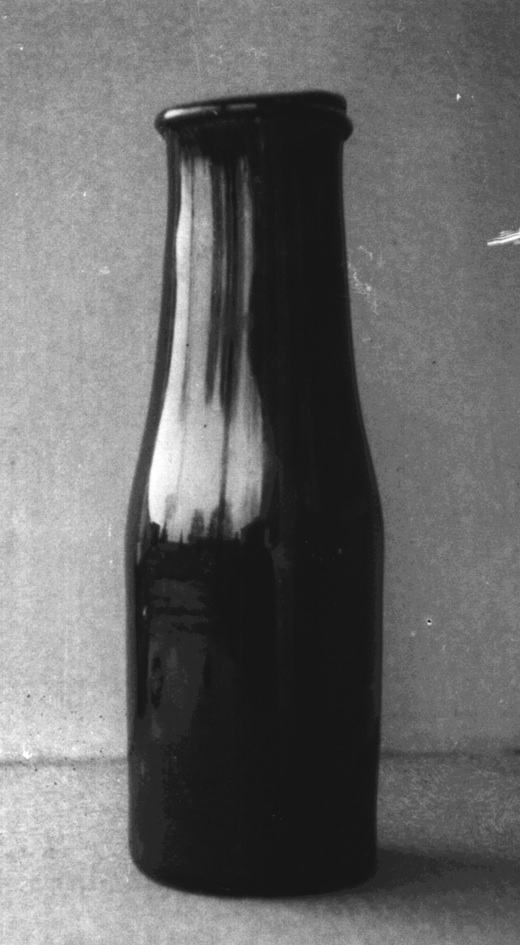
Appert üveg „konzervdoboza”

Appert kísérleteinek nagy lendületet adott a francia belügyminisztérium 1795-ös pályázata, amely 12 000 frankot ígért annak, aki megoldja a francia hadsereg élelmiszerellátási problémáit. (Sok francia katona éhen halt és sokan betegedtek meg a C-vitamin hiánya miatt kialakult skorbutban.)
1802 őszén Appert  a Párizshoz közeli Massyba költözött, ahol kisebb üzemet nyitott termékei előállítására és forgalmazására. A francia haditengerészek 1807-ben már rendszeresen és nagy mennyiségben fogyasztották Appert tartós ételeit. Amikor egy több mint négy hónapos hajóút után kibontották a korábban gondosan lezárt üvegeket, Appert így lelkesedett:
„Amikor kinyitottuk az edényeket, és megkóstoltuk a bennük lévő 18 különféle tartósított élelmiszert, kiderült, hogy mindegyik megőrizte eredeti frissességét, és a tengeri út során a legkevésbé sem romlottak meg”.
1810-ben a feltaláló személyesen – az 1812-es oroszországi hadjáratára készülő – Napóleontól vehette át a tekintélyes pénzdíjat és az Emberiség Jótevője megtisztelő címet.
Appert nem szabadalmaztatta találmányát, csupán egy könyvet írt Valamennyi állati és növényi eredetű anyag több éven át való eltartásának művészete címmel. A francia konzervmester által kitalált módszert egy angol vállalkozó, Peter Durand szabadalmaztatta hazájában 1810. április 25-én. Durand konzervedényként már nemcsak üvegpalackot jelölt meg, hanem cserépedényt és fémdobozt is. A szabadalmat továbbadta két vállalkozónak, Bryan Donkinnak és John Hallnak, akik 1813-ban megnyitották a történelem első komoly, a mai konzervekhez már hasonlító dobozokat gyártó üzemüket.